# U-169
 U-169  — немецкая подводная лодка типа IXC/40, времён Второй мировой войны. 
Заказ на постройку субмарины был отдан 15 августа 1940 года. Лодка была заложена на верфи судостроительной компании «Seebeck» в Бремене 15 мая 1941 года под строительным номером 708, спущена на воду 6 июня 1942 года, 16 ноября 1942 года под командованием оберлейтенанта Германа Бауэра вошла в состав учебной 4-й флотилии. 1 марта 1943 года вошла в состав 10-й флотилии. Лодка совершила один боевой поход, успехов не достигла. 27 марта 1943 года лодка была потоплена к югу от Исландии в районе с координатами 60°54′ с. ш. 15°25′ з. д. глубинными бомбами с британского самолёта типа B-17. Все 54 члена экипажа погибли. 